# Irena Porębska

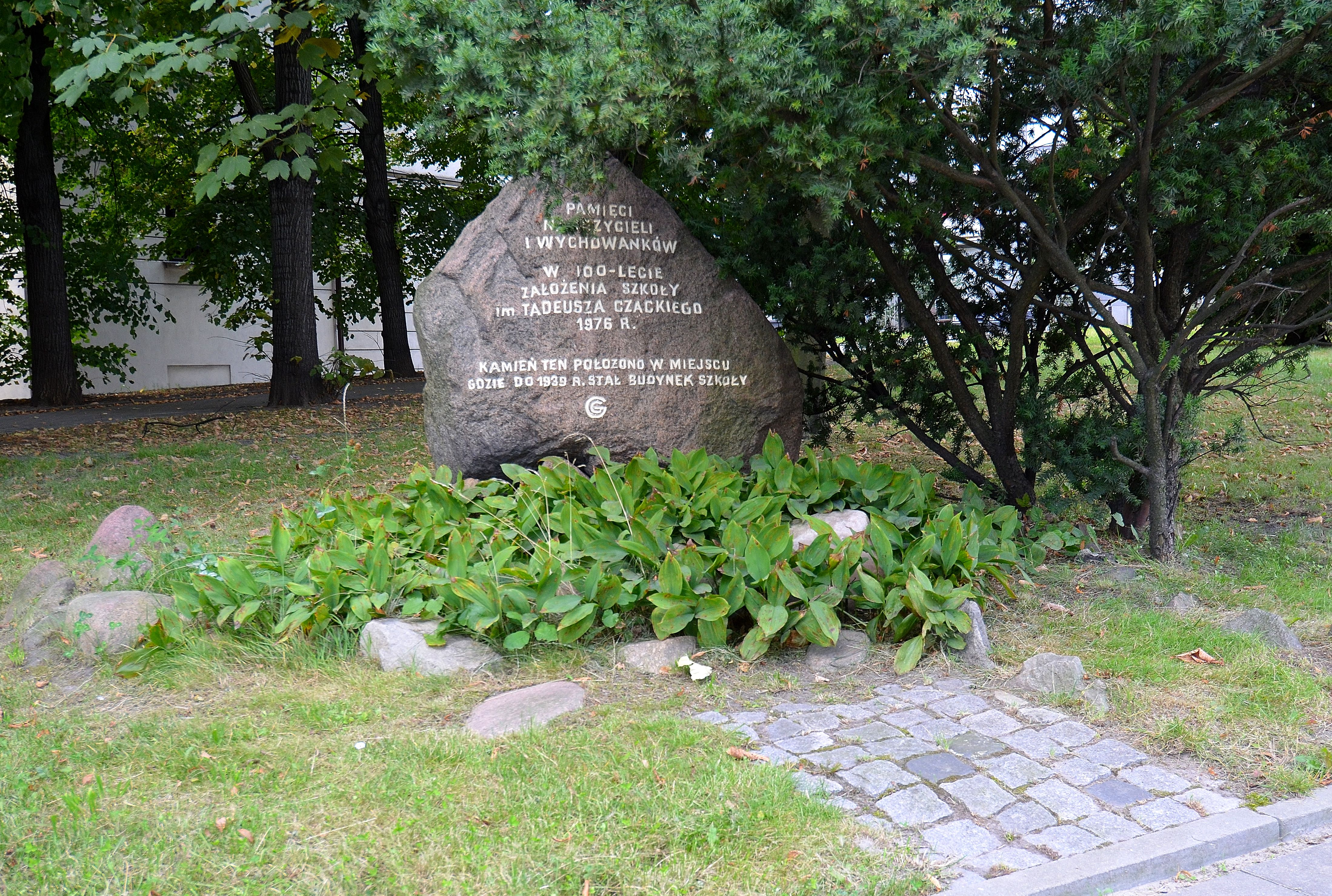
Kamień upamiętniający nauczycieli i wychowanków Liceum im. Czackiego.

Irena Porębska (ur. 22 listopada 1889 we Lwowie, zm. 4 kwietnia 1969) – polska nauczycielka i pedagog, dyrektorka Liceum im. Tadeusza Czackiego w Warszawie.

## Życiorys
Urodziła się 22 listopada 1889 we Lwowie, jako córka Apolinarego Ostaszewskiego i Marii Teresy z Gawlikowskich. Na chrzcie otrzymała imiona Irena Janina. Gdy miała kilka lat umarł jej ojciec. Wychowywana przez matkę wyrastała w tradycjach patriotycznych. Jej stryj, Kazimierz Ostaszewski-Barański, był dziennikarzem i pisarzem historycznym. Drugi stryj, Bronisław Ostaszewski, był adwokatem, doktorem prawa, majorem Wojska Polskiego, inicjatorem i twórcą Związku Oficerów Rezerwy Ziem Południowo-Wschodnich we Lwowie.
Po ukończeniu liceum im. Królowej Jadwigi we Lwowie studiowała na wydziale filozoficznym Uniwersytetu im. Jana Kazimierza, gdzie obroniła doktorat. Jej praca doktorska była poświęcona społeczeństwu polskiemu w Galicji przed 1846, ze szczególnym uwzględnieniem Lwowa. Promotorami byli profesorowie Ludwik Finkel i Stanisław Zakrzewski.
Po studiach i obronie pracy doktorskiej została nauczycielką licealną. Uczyła języka polskiego, historii i geografii w lwowskich liceach im. Juliusza Słowackiego, Królowej Jadwigi i w Seminarium Nauczycielskim im. Adama Asnyka. 
W 1955 została dyrektorką warszawskiego liceum nr 27 przy ul. Drewnianej, kontynuującego tradycje dawnego Liceum im. Tadeusza Czackiego, gdzie pracowała do 1962 r. W wieku 73 lat przeszła na emeryturę. Zmarła 4 kwietnia 1969. Pochowana została na Powązkach (kwatera 146-c-25). 
Z małżeństwa z Eugeniuszem Porębskim, inżynierem, popularyzatorem nauki i techniki, miała córkę Romanę z Porębskich Komarnicką-Nawrocką (1912-1989).